# Madness (группа)
Madness («мэ́днесс»: англ. безумие) — британская группа новой волны, образовавшаяся в 1976 году в Лондоне, Англия, и создавшая собственный стиль (так называемый nutty sound), соединив в нём элементы музыки ска, поп-рока и звучания Motown.
Madness, лидеры британского движения ska revival («возрождение ска»), 17 раз поднимались в UK Top 10 Singles Chart; самый успешный сингл группы, «House Of Fun», возглавил хит-парад в мае 1982 года.
Коммерческий успех имели практически все альбомы группы; сборники Complete Madness (1982) и Divine Madness (1992) поднимались до #1 в UK Albums Chart.

## История группы
Ядро будущей группы — клавишник Майк Барсон (он же Monsieur Barso), гитарист Крис Формэн (он же Chrissy Boy) и саксофонист/вокалист Ли «Кикс» Томпсон — сформировалось в 1976 году в составе The North London Invaders. Позже к ним присоединились ударник Джон Хаслер, басист Катал (Карл) Смит (он же Чес Смэш) и вокалист Дикрон.
В 1977 году Грэм Макферсон (известный как Саггс) вышел к микрофону, а Смита заменил на басу Гэвин Роджерс (знакомый Барсона). Ещё полгода спустя в состав пришли Дэниэл Вудгейт (Вуди, ударные) и Марк Бедфорд (Беддерс, бас: он заменил Смэша, который в 1979 году вернулся, но уже как бэк-вокалист/трубач), после чего группа изменила название — сначала на Morris and the Minors, а вскоре на Madness, отдав таким образом дань любимой песне исполнителя ска и регги Принца Бастера.
Первый успех в британских чартах пришел к секстету в 1979 году, когда «The Prince», композиция Ли Томпсона (посвящённая все тому же общему кумиру участников группы и выпущенная на 2-Tone Records, лейбле Джерри Даммерса из The Specials), поднялась до 16-го места.
Группа появилась в программе «Top of the Pops» и провела успешные гастроли с The Specials и The Selecter, после чего подписала контракт со Stiff Records и выпустила дебютный альбом One Step Beyond…, продержавшийся в чартах более года. Ещё два трека из него — «One Step Beyond» и «My Girl» — были выпущены как синглы и стали хитами. В течение последующих трёх лет группа 13 раз входила в UK Singles' Top 10; по популярности с ней могли соперничать только The Jam.
После ухода Джона Хаслера коллектив на долгие годы остался в «классическом» составе из семи человек. Успех имел также мини-альбом Work Rest and Play (#6), выпущенный исключительно по настоянию Дэйва Робинсона (босса Stiff Records).
Год спустя второй альбом Absolutely поднялся в Британии до 2-го места. Три сингла из него — «Baggy Trousers» (#3), «Embarrassment» (#4) и «The Return of the Los Palmas 7» (#7) — укрепили позиции Madness как одной из самых коммерчески успешных групп новой волны. Критики отмечали, что группа нашла свой уникальный саунд, быстро завоёвывавший поклонников по всему миру.
Третий альбом 7 (#5, UK) ознаменовал резкую смену направления: от прежнего «ска-билли» остались лишь следы, Саггс изменил манеру пения и даже акцент. Madness превратились в группу, специализирующуюся на ярких бытовых зарисовках и ненавязчивых социально-политических комментариях.
Триумфальное шествие по чартам продолжилось синглами «It Must Be Love» (хит Лэби Сиффри 1971 года), «House of Fun» (их единственный на сегодняшний день чарттоппер) и «Our House» (#4) — уже из альбома The Rise & Fall.
После выхода Keep Moving (#6, UK), отмеченного некоторым изменением аранжировок и большей лиричностью, Барсон переехал в Амстердам и покинул состав, а оставшиеся шестеро участников ушли из Stiff, образовав (под крышей Virgin) собственный лейбл Zarjazz Records. Выпущенный здесь шестой альбом Mad Not Mad достиг в Британии лишь 16-го места.
Выпустив ещё три сингла («Yesterday’s Men», #18, «Uncle Sam» и «Sweetest Girl» — два последних не вошли в британскую двадцатку) группа, так и не сумев превратить многочисленные демо-плёнки в студийный альбом, объявила о том, что прекращает существование, и попрощалась с фанатами финальным синглом «(Waiting For) The Ghost Train» (#18, UK), записанным с прилетевшим по этому поводу из Голландии Барсоном. С того времени участники коллектива пошли каждый своим путём: часть из них образовали группы The Fink Brothers и Crunch!, другие начали карьеру сессионных музыкантов. Два сольных альбома впоследствии (1995 и 1998) выпустил Саггс.

### 1988—

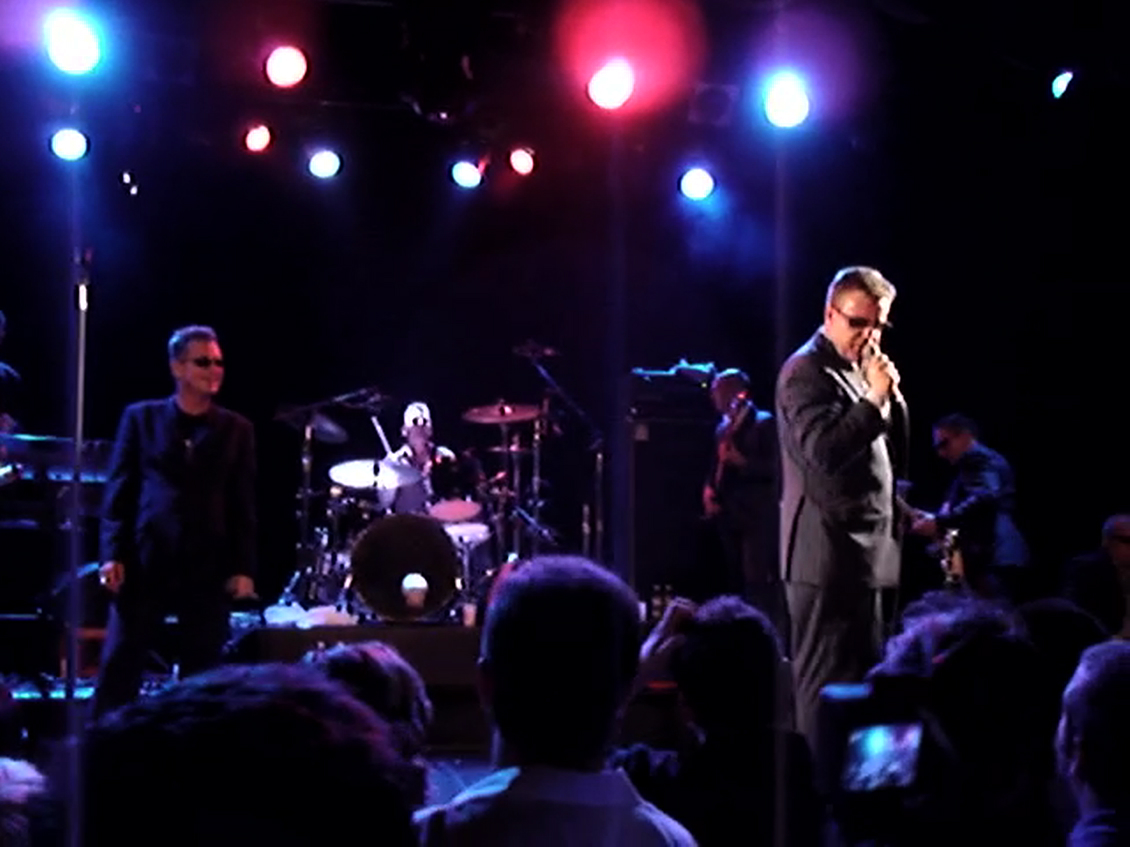
Выступление в 2005 году

В 1988 году Саггс, Чес Смэш, Ли Томпсон и Крис Формэн при помощи значительного числа сессионных музыкантов ненадолго воссоздали группу (добавив к основному названию артикль — The Madness). Они выпустили «именной» альбом, два сингла и распались вновь. В это время заметно изменилось само звучание Madness. Композиции стали продолжительнее, саунд несколько более «электронным».
Очередной этап в жизни коллектива начался в 1992 году, когда семеро основных участников собрались вместе для концерта в Лондоне, получившего название Madstock. Выступление группы даже вызвало небольшое землетрясение, но главным итогом был выход LP и видео с записью концерта, ставшего едва ли не лучшим в биографии Madness.
В 1999 году вышел очередной альбом Wonderful, оставивший двоякое впечатление. С одной стороны, критика высоко оценила «Lovestruck» и «Drip Fed Fred»; с другой — некоторые песни вызвали умеренное разочарование незатейливостью музыкального рисунка.
На протяжении 2000-х Madness регулярно выступали с концертами, в 2005 выпустили альбом The Dangermen Sessions Vol. 1, состоящий из обработок популярных композиций различных авторов — от Принца Бастера и Боба Марли до The Kinks. Сюда же вошла значительно изменённая версия I Chase the Devil aka Ironshirt Макса Ромео, хорошо известная в исполнении The Prodigy. В этом альбоме Madness отдали существенную дань «чёрной» танцевальной музыке.

### 2007—
В марте 2007 года Madness выпустили сингл «Sorry», который поднялся в британских чартах до 23-го места (здесь также была представлена альтернативная версия песни, исполненная хип-хоп-артистами Sway DaSafo и Baby Blue). Он вышел откровенно слабым, вызвав бурное возмущение фанов группы. В сентябре 2007 года группа вышла в британское «стадионное турне», все концерты которого были записаны и затем выпущены ограниченным тиражом. Песни «NW5 (I Would Give You Everything)» и новая версия «It Must Be Love» вошли в фильм Neues vom Wixxer и были выпущены в Германии синглом; на обе композиции были сняты видео. Перезаписанная версия «NW5» была выпущена синглом в Британии и поднялась здесь до 24-го места. Эту песню фаны Madness сочли гораздо более удачной, «простив» кумиров за невнятную «Sorry». 18 мая 2009 года был выпущен их альбом The Liberty of Norton Folgate, посвящённый необычной судьбе маленького кусочка земли в Лондоне. Титульная композиция, по мнению многих почитателей группы, является едва ли не лучшим творением за всю историю Madness. Величественная ода свободе обрамляется глубокой, выразительной мелодией, несколько раз круто изменяющейся на протяжении песни. В июне 2008 года Madness исполнили большую часть материала альбома на трёх концертах в лондонском зале Hackney Empire.
12 августа 2012 года на Олимпийском стадионе в Лондоне на церемонии закрытия XXX летних Олимпийских игр исполнили песню «Our House».

В 2016 году группа записала альбом Can’t touch us now. Альбом вошёл в Топ-5 UK albums chart в ноябре 2016 года. На протяжении 2016 и 2017 года Madness активно давали концерты и ездили на фестивали по всему миру, включая материковую Европу, Азию и Австралию. В апреле 2017 года билеты на их первый австралийский концерт в Центре искусств Фримантла в Западной Австралии был полностью распроданы, что потребовало второго концерта на следующую ночь. В августе группа провела свой собственный фестиваль House Of Common в Лондоне. В декабре 2019 года группа выпустила новый сингл "Bullingdon Boys (Don’t Get Bullied by the Bully Boys). 

## Стиль группы
Четыре первых альбома Madness считаются классическими. Каждая композиция в них образовывала свой маленький мир, в то же время органично вписываясь в общую идею. Интересно, что в отличие от подавляющего большинства рок-групп, в Madness и музыку, и слова писали для разных песен все семь её участников. Madness сумели пройти по тонкой грани, исполняя музыку глубоко эмоционально насыщенную, но при этом не депрессивную. В то же время излучаемый ею оптимизм никак нельзя назвать слащавым или поверхностным. Тексты группы зачастую весьма непросты. При этом Madness порой не чурались и шуточных песен с намеренно примитивным содержанием (например, «Driving in my Car»), что отсылало слушателей к традициям панк-музыки.
В дальнейшем группа понемногу перешла к более лёгкому звучанию. Для аранжировки нередко приглашались сессионные музыканты, в частности, Дэвид Бедфорд (однофамилец Марка), Саймон Уилкокс. Всё чаще используются электронные инструменты (в альбоме The Liberty of Norton Folgate их доля заметно поубавилась).
Большое внимание группа традиционно уделяла оформлению альбомов, предлагая вниманию публики то ребусы, то фотоколлажи, то различные сценки с собой в главных ролях. Здесь особенно красочно проявлялся неповторимый британский (часто абсурдный) юмор Madness.

## Состав

### Текущий состав
- Крис Форман — гитара (1976—1986, 1992—2005, 2006—наши дни)
- Майк Барсон — клавишные, вибрафон, бэк-вокал (1976—1984, 1992—наши дни)
- Ли Томпсон — саксофон, перкуссия, бэк-вокал (1976—1977, 1978—1986, 1992—наши дни)
- Грэм МакФерсон — вокал (1977, 1978—1986, 1992—наши дни)
- Дэниэл Вудгейт — ударные (1978—1986, 1992—наши дни)
- Марк Бедфорд — бас-гитара (1978—1986, 1992—2009, 2012, 2013—наши дни)

### Бывшие участники
- Чес Смэш — труба, бэк-вокал, танцы, губная гармоника, акустическая гитара, бас-гитара (1976—1977, 1979—1986, 1992—2014)
- Джон Хаслер — барабаны, вокал (1976—1978)
- Дикрон Тулейн — вокал (1976—1977)
- Гэвин Роджерс — бас-гитара (1977—1978)
- Гэри Дави — барабаны (1977—1978)
- Стив Нив — клавишные (1984—1986)
- Симус Бэгхен — клавишные (1986)
- Норман Уатт-Рой — бас-гитара (тур 1994—1996)
- Кевин Бердетт — гитара (2005—2006)
- Грэм Буш — бас-гитара (2009—2013)

## Дискография
| - 1979: One Step Beyond… - 1980: Absolutely - 1981: 7 - 1982: The Rise & Fall - 1984: Keep Moving - 1985: Mad Not Mad - 1988: The Madness - 1999: Wonderful - 2005: The Dangermen Sessions Vol. 1 - 2009: The Liberty of Norton Folgate - 2012: Oui Oui Si Si Ja Ja Da Da - 2016: Can’t Touch Us Now - 1982: Complete Madness - 1986: Utter Madness - 1990: It's... Madness - 1991: It's... Madness Too - 1992: Divine Madness - 1993: The Business - 1998: The Heavy Heavy Hits - 2002: Our House | - 1979: «One Step Beyond» (#7) - 1979: «My Girl» (#3) - 1980: «Work Rest and Play EP» (#6) - 1980: «Baggy Trousers» (#3) - 1980: «Embarrassment» (#4) - 1981: «The Return of the Los Palmas 7» (#7) - 1981: «Grey Day» (#4) - 1981: «Shut Up» (#7) - 1981: «It Must Be Love» (#4) - 1982: «House of Fun» (#1) - 1982: «Driving in My Car» (#4) - 1982: «Our House» (#5) - 1983: «Tomorrow's (Just Another Day)»/ «Madness (Is All in the Mind)» (#8) - 1983: «Wings of a Dove» (#2) - 1983: «The Sun and the Rain» (#5) - 1992: «It Must Be Love» (Re-issue, #6) - 1999: «Lovestruck» (#10) |